# Asiamerica
Il continente storico denominato Asiamerica consisteva in una grande isola formata da strutture Laurasiane, e separata, tramite mari continentali poco profondi, dall'Eurasia ad occidente e dalla parte orientale del Nord America ad oriente.
Questa regione comprendeva masse continentali ora facenti parte della Cina, della Mongolia, del Canada occidentale e degli Stati Uniti occidentali.
La struttura Asiamericana è esistita tra il tardo Cretaceo ed il periodo Eocenico.
La parte più settentrionale di questo continente storico si trova attualmente in Groenlandia, ed in altre aree sommerse vicino al Polo Nord.